# Campagna di Lạng Sơn
La campagna di Lạng Sơn (3-13 febbraio 1885) fu una grande offensiva francese nel Tonchino durante la guerra franco-cinese (agosto 1884-aprile 1885). Il Corpo di spedizione del Tonchino, sotto il comando del generale Louis Brière de l'Isle, sconfisse l'Esercito del Guangxi e catturò la città strategicamente importante di Lạng Sơn dopo una campagna di dieci giorni caratterizzata da grandi difficoltà logistiche.

## Preparativi per la campagna, gennaio 1885

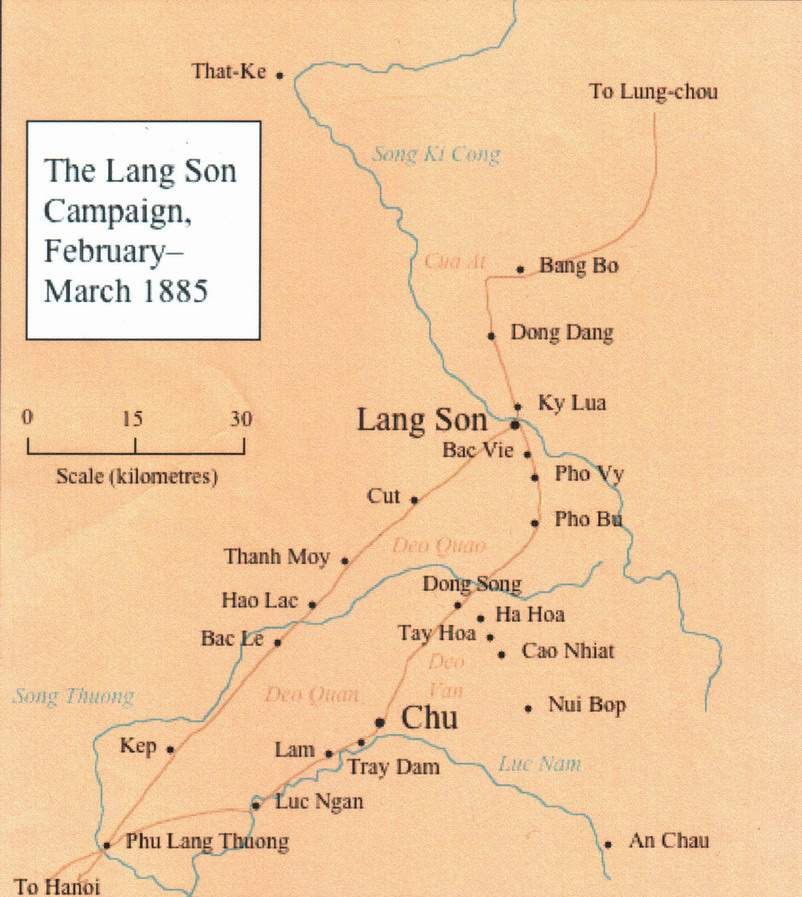
La campagna di Lạng Sơn, febbraio 1885

A fine dicembre 1884 la strategia francese nel Tonchino fu oggetto di un aspro dibattito alla Camera dei Deputati. Il ministro dell'esercito, il generale Jean-Baptiste-Marie Campenon, sosteneva che i francesi avrebbero dovuto consolidare la loro posizione sul delta del fiume Rosso. I suoi oppositori spingevano per una grande offensiva, con l'obiettivo di cacciare definitivamente i cinesi dal Tonchino settentrionale. Il dibattito culminò con le dimissioni di Campenon, che fu sostituito dal generale Jules Lewal, un falco. Il 5 gennaio 1885 Lewal ordinò a Brière de l'Isle di "catturare Lạng Sơn il prima possibile".
La pianificazione di un'estesa campagna contro Lạng Sơn era in corso da diversi mesi e Brière de l'Isle aveva già riunito ingenti forze francesi nella base avanzata di Chũ (nell'attuale provincia di Bắc Giang), sul fiume Lục Nam, che era stata occupata dai francesi a seguito della campagna di Kép (ottobre 1884). Il 3 e il 4 gennaio 1885 il generale François de Négrier attaccò e sconfisse un consistente distaccamento dell'Esercito del Guangxi che si era concentrato intorno al vicino villaggio di Núi Bop per cercare di disturbare i preparativi francesi. La vittoria di de Nègrier a Núi Bop, ottenuta nonostante le probabilità decisamente avverse, fu considerata dai suoi colleghi ufficiali come il più spettacolare trionfo professionale della sua carriera.
Le disposizioni logistiche per la campagna di Lạng Sơn erano formidabili. La colonna avrebbe impiegato circa dieci giorni per avanzare fino alla periferia di Lạng Sơn. Le truppe sarebbero state gravate dal peso dei rifornimenti e dell'equipaggiamento e avrebbero dovuto marciare attraverso un territorio estremamente difficile. Le notti, nel Tonchino a febbraio, sarebbero state molto fredde. Rifornire la colonna di cibo e munizioni avrebbe messo a dura prova l'ingegno degli ufficiali di fanteria di marina responsabili dei trasporti e dei coolies. I francesi impiegarono un mese per completare i preparativi per la campagna, ma alla fine di gennaio 1885 Brière de l'Isle aveva radunato a Chũ una colonna di spedizione di poco meno di 7200 uomini, accompagnati da 4500 coolies.

## Alto comando francese nella campagna di Lạng Sơn

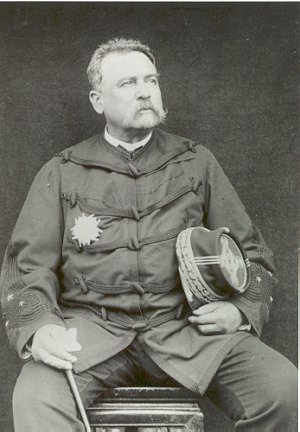
Il generale Louis Brière de l'Isle (1827–1896)
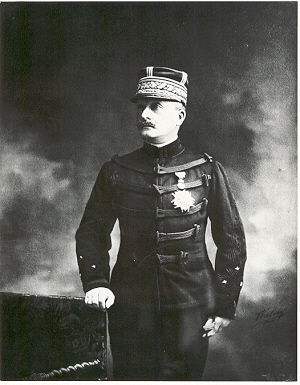
Il generale François de Négrier (1842–1913)
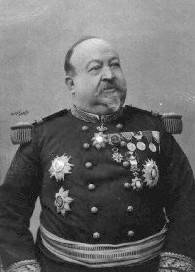
Il colonnello Ange-Laurent Giovanninelli (1839–1903)

## Ordine di battaglia francese
La colonna di spedizione diretta a Lạng Sơn (colonne expéditionnaire de Lang-Son) era organizzata attorno alle due brigate originariamente istituite dal generale Millot nel gennaio 1885. Ogni brigata conteneva due reggimenti di marcia (régiments de marche), ciascuno di due o tre battaglioni, con artiglieria di supporto e fucilieri tonchinesi, ed era accompagnata da ospedali da campo e distaccamenti del genio. La 1ª brigata di Giovanninelli era composta da un reggimento di fanteria di marina di due battaglioni, un reggimento di fucilieri algerini (turcos) di due battaglioni, un battaglione di fucilieri tonchinesi e tre batterie di artiglieria. La 2ª brigata di de Négrier era composta da un reggimento "francese" di tre battaglioni di fanteria di linea dell'esercito metropolitano, un reggimento "algerino" di due battaglioni della Legione straniera e un battaglione di fanteria leggera africana, un battaglione di fucilieri tonchinesi e tre batterie di artiglieria:
- 1ª brigata (colonnello Ange-Laurent Giovanninelli)
  - 1º reggimento di marcia (tenente colonnello Chaumont)
    - battaglione di fanteria di marina (chef de bataillon Mahias)
    - battaglione di fanteria di marina (chef de bataillon Lambinet)

  - 2º reggimento di marcia (tenente colonnello Letellier)
    - 3º battaglione del 3º reggimento di fucilieri algerini (chef de bataillon de Mibielle)
    - 4º battaglione del 1º reggimento di fucilieri algerini (chef de bataillon Comoy)

  - 1º battaglione del 2º reggimento di fucilieri tonchinesi (chef de bataillon Tonnot)
  - artiglieria di brigata (chef d'escadron Levrard)
    - 3ª, 4ª e 5ª batteria di artiglieria della marina bis (capitani Roussel, Roperh e Péricaud)[14]
- 2ª brigata (generale di brigata François de Négrier)
  - 3º reggimento di marcia (tenente colonnello Herbinger)
    - 23º battaglione di fanteria di linea (tenente colonnello Godart)
    - 111º battaglione di fanteria di linea (chef de bataillon Faure)
    - 143º battaglione di fanteria di linea (chef de bataillon Farret)

  - 4º reggimento di marcia (tenente colonnello Donnier)
    - 2º battaglione della Legione straniera (chef de bataillon Diguet)
    - 3º battaglione della Legione straniera (tenente colonnello Schoeffer)
    - 2º battaglione di fanteria leggera africana (chef de bataillon Servière)

  - 1º battaglione del 1º reggimento di fucilieri tonchinesi (chef de bataillon Jorna de Lacale)
  - artiglieria di brigata (chef d'escadron de Douvres)
    - 1ª batteria di artiglieria navale bis (capitano Martin)
    - 11ª e 12ª batteria del 12º reggimento di artiglieria d'armata (capitani Jourdy e de Saxcé)[15]

La forza dei battaglioni di fanteria variava notevolmente, a seconda della durata della loro permanenza nel Tonchino. I battaglioni che avevano prestato servizio più a lungo nella campagna del Tonchino potevano schierare con difficoltà 500 uomini, mentre i battaglioni di Schoeffer e Comoy, arrivati da poco, potevano mettere in linea 800 fucili.

## La campagna di Lạng Sơn, febbraio 1885

### Presa di Cao Nhiat,3febbraio1885
Poco dopo la mezzanotte del 2 febbraio 1885 il corpo di spedizione partì da Chũ, con la 2ª brigata di de Négrier in testa, e avanzò attraverso la montagna di Deo Van fino a Cao Nhiat senza incontrare alcuna resistenza nemica. A Cao Nhiat i francesi catturarono un importante deposito di riso, alleviando così le loro difficoltà di approvvigionamento.

### Battaglia di Tay Hoa,4febbraio1885

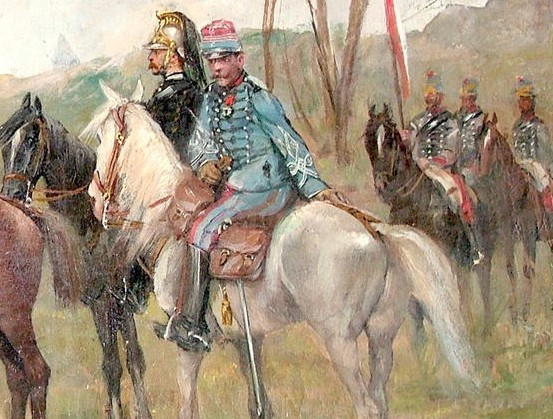
Il tenente colonnello Paul-Gustave Herbinger (particolare di un dipinto di Albert Bligny)

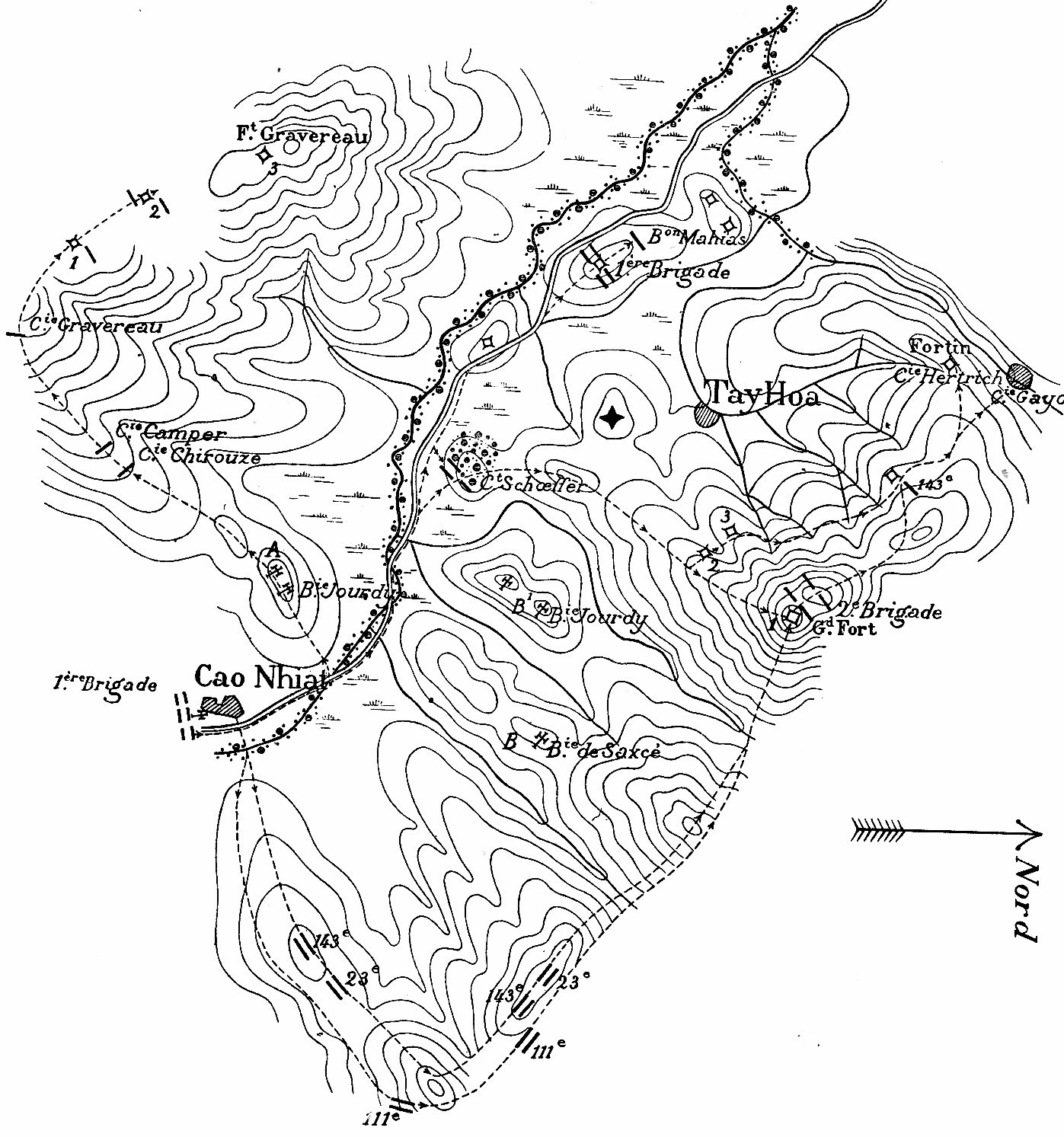
Mappa della battaglia di Tay Hoa,

Il 4 febbraio 1885 il corpo di spedizione combatté la sua prima azione contro i cinesi a Tay Hoa. La battaglia fu combattuta quasi interamente dalla 2ª brigata di de Négrier, che guidava la marcia, e dimostrò l'inadeguatezza al comando sul campo del tenente colonnello Paul-Gustave Herbinger, il comandante francese che alla fine di marzo 1885 avrebbe dato il controverso ordine di ritirarsi da Lạng Sơn. Ricevuto l'ordine di catturare con i suoi tre battaglioni di linea il "Grande Forte", la chiave della posizione cinese, Herbinger fece un'elaborata marcia di fianco che esaurì le sue truppe e fece perdere tempo prezioso. Alla fine, vedendo minacciata la sua tabella di marcia, de Négrier ordinò al 3º battaglione della legione di Schoeffer di prendere il forte. I legionari risalirono rapidamente i sentieri di montagna verso la posizione cinese e la conquistarono sotto il naso di Herbinger. Nel frattempo, dall'altra parte del campo di battaglia, la compagnia del capitano Gravereau del 2º battaglione della Legione di Diguet si trovò isolata e circondata dai cinesi. La compagnia fu infine soccorsa, ma subì pesanti perdite. Anche se la battaglia fu indiscutibilmente una vittoria francese, le perdite francesi furono sconcertanti: 18 morti e 101 feriti, la maggior parte dei quali nei battaglioni della Legione di Diguet e Schoeffer. Si trattava delle perdite più pesanti subite dai francesi in un singolo scontro dall'inizio della guerra franco-cinese.

### Scontri di Ha Hoa e di Dong Song,5-6febbraio1885
Il 5 febbraio 1885 i francesi assaltarono il complesso di forti che difendevano il campo trincerato cinese di Dong Song, nei dintorni di Ha Hoa. Le due brigate francesi attaccarono fianco a fianco. La 1ª brigata, sulla sinistra, sbaragliò alcuni forti cinesi prima che i loro difensori potessero fuggire e spazzò via le guarnigioni facendo saltare i tetti con la dinamite. La 2ª brigata, sulla destra, catturò la postazione cinese dei Pins Parasols, così chiamata perché era stata costruita attorno a un vistoso gruppo di pini a ombrello. La velocità degli attacchi francesi, preparati dall'artiglieria, non permise ai cinesi di organizzarsi per tutta la durata dello scontro e le perdite francesi furono relativamente basse: 4 morti e 18 feriti.
Nella mattinata del 6 febbraio 1885 i francesi si impegnarono in uno scontro per sgomberare i cinesi dalle loro ultime difese prima di Dong Song e nel pomeriggio presero possesso del campo trincerato di Dong Song. Le perdite francesi in questa azione furono di 3 morti e 41 feriti. Brière de l'Isle sperava di respingere i cinesi attraverso la montagna di Deo Quao nella valle di Song Thuong, lontano da Lạng Sơn, ma la maggior parte delle truppe cinesi ripiegò lungo la valle di Dong Song fino a Pho Bu, dove avrebbero potuto fare un'ulteriore resistenza per difendere Lạng Sơn.

### Scontro di Deo Quao,9febbraio1885
La cattura di Dong Song minacciò la linea di rifornimento dell'ala destra dell'Esercito del Guangxi a Bắc Lệ, e i cinesi si ritirarono precipitosamente da Bắc Lệ lungo la Strada del Mandarino, fino a Thanh Moy. Per coprire la loro ritirata attaccarono gli avamposti francesi sulla montagna di Deo Quao il 9 febbraio 1885. Le unità francesi sul Deo Quao respinsero facilmente l'attacco, ma il diversivo permise all'Esercito del Guangxi di riorganizzarsi e di fare un'ultima resistenza davanti a Lạng Sơn.

### Scontro di Pho Vy,11febbraio1885
Dopo una pausa a Dong Song per rifornirsi di viveri e munizioni e per stabilire una linea di rifornimento più breve verso Chũ attraverso la montagna di Deo Quan, il Corpo di spedizione del Tonchino si spinse verso Lạng Sơn. L'11 febbraio 1885 la 2ª brigata, alla testa della colonna francese, contattò l'avanguardia dell'Esercito del Guangxi a Pho Vy. I tre battaglioni francesi di Herbinger scacciarono senza grande difficoltà dal villaggio di Pho Vy i cinesi, ma questi richiamarono le loro riserve e organizzarono un contrattacco contro il reggimento di Herbinger. Il contrattacco costrinse de Negrier a impegnare il battaglione della Legione di Diguet. Verso la fine dello scontro, il 111º battaglione prese d'assalto una posizione collinare cinese sotto gli occhi del resto della brigata. In questa azione si distinse il sottotenente René Normand, che cadrà un mese dopo nella battaglia di Bang Bo e le cui lettere dal Tonchino furono pubblicate postume. Verso sera i cinesi ripiegarono sul loro corpo principale a Bac Vie. Le perdite francesi a Pho Vy furono minime: 1 morto e 23 feriti.

### Battaglia di Bac Vie,12febbraio1885

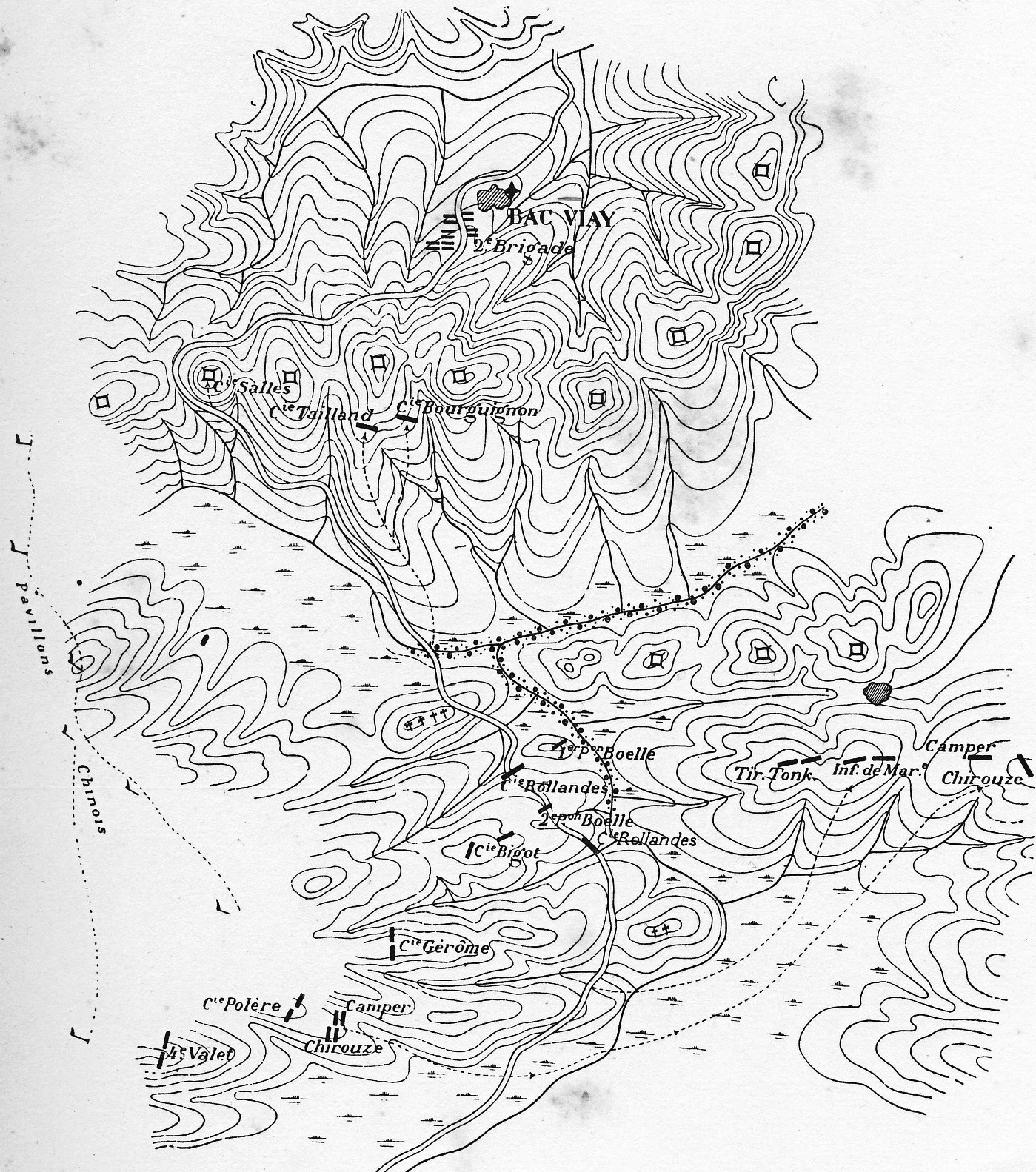
Mappa della battaglia di Bac Vie,

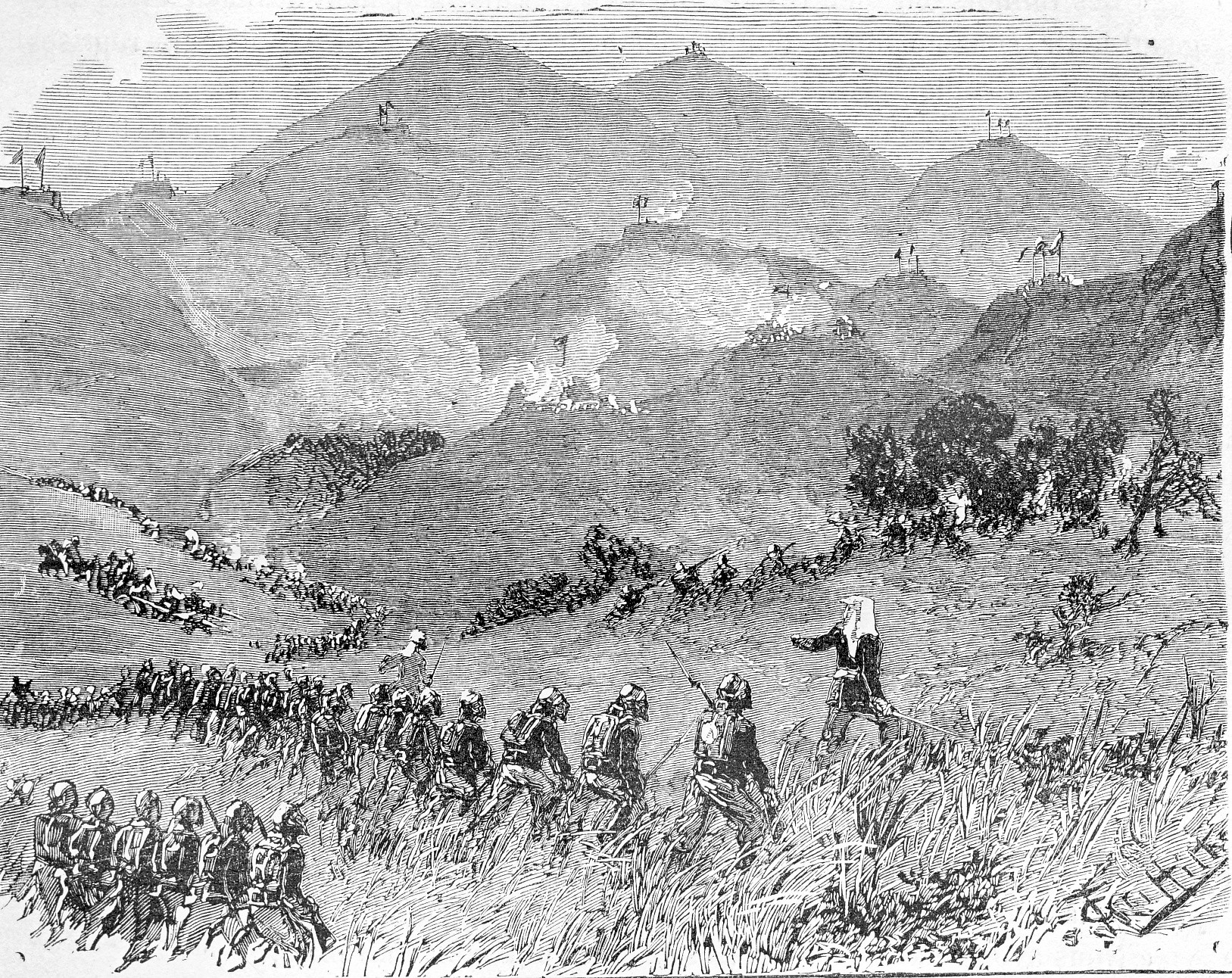
Truppe francesi avanzano su posizioni collinari cinesi durante la battaglia di Bac Vie

La battaglia decisiva per la presa di Lạng Sơn fu combattuta il 12 febbraio 1885 a Bac Vie, alcuni chilometri a sud di Lạng Sơn. La 1ª brigata di Giovanninelli guidava la colonna francese, mentre la 2ª brigata di de Négrier prese poco parte alla battaglia. In un assalto costoso ma riuscito, i turcos e la fanteria di marina di Giovanninelli assaltarono le difese cinesi. La battaglia fu combattuta in una fitta nebbia che permise ai cinesi di organizzare un pericoloso contrattacco che quasi spazzò via parte della brigata di Giovanninelli. Alla fine i francesi sfondarono il centro cinese e le ali cinesi isolate si ritirarono in disordine verso Lạng Sơn. Le perdite francesi a Bac Vie furono di 30 morti e 188 feriti, le più alte della campagna. La maggior parte di queste perdite furono subite dai due battaglioni turcos della brigata di Giovanninelli, che avevano sostenuto il maggior peso della battaglia. Lo chef d'escadron Levrard, comandante dell'artiglieria della 1ª brigata, fu ucciso durante la battaglia e l'ufficiale d'ordinanza di Brière de l'Isle, sottotenente Bossant, figlio di un alto generale francese, fu ucciso mentre si trovava al fianco di Brière de l'Isle.

### Presa di Lạng Sơn e scontro a Ky Lua,13febbraio1885
Il 13 febbraio 1885 la colonna francese entrò a Lạng Sơn, che i cinesi avevano abbandonato dopo aver combattuto un'azione di retroguardia nel vicino villaggio di Ky Lua. In omaggio alla loro impresa di Bac Vie, Brière de l'Isle diede ai turcos e alla fanteria di marina di Giovanninelli l'onore di guidare l'ingresso a Lạng Sơn. L'Esercito del Guangxi ripiegò verso il confine cinese e occupò una solida posizione difensiva a Đồng Đăng, una piccola città in territorio tonchinese.

## Ordini del giorno
Brière de l'Isle emanò due ordini del giorno durante la campagna di Lạng Sơn. Il primo, emesso il 7 febbraio 1885, segnò la cattura del campo trincerato cinese di Dong Song:
Il secondo ordine del giorno, emesso il 14 febbraio 1885, segnava la presa di Lạng Sơn:

## Ufficiali francesi caduti in azione, campagna di Lạng Sơn

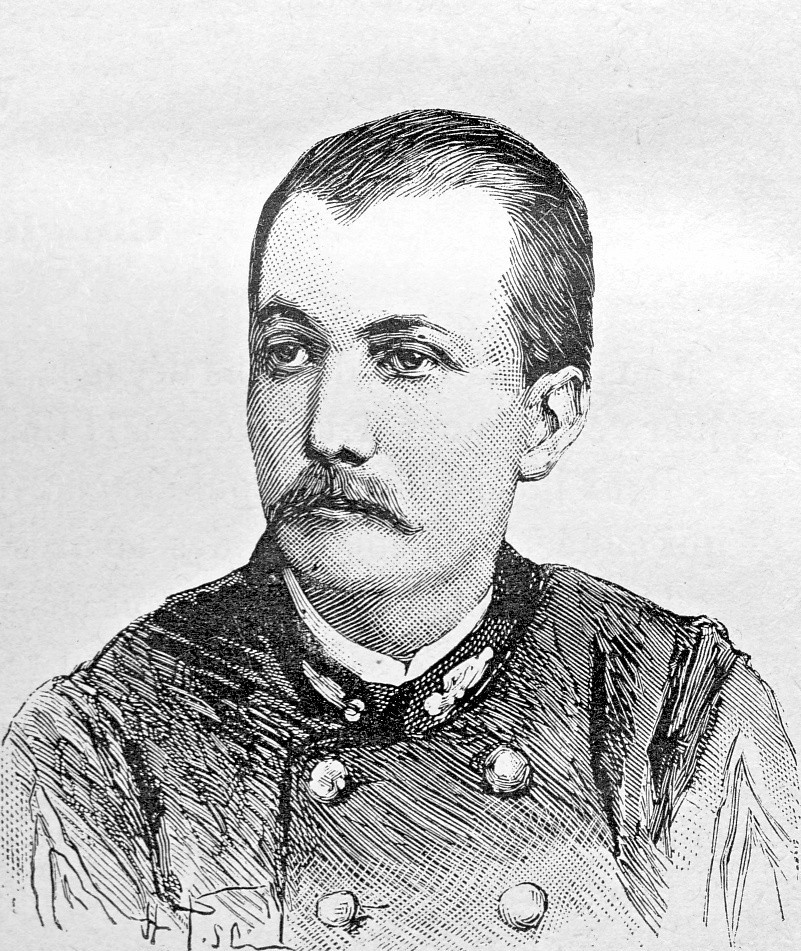
Il capitano Gravereau, del 2º battaglione della Legione (Tay Hoa, 4 febbraio 1885)
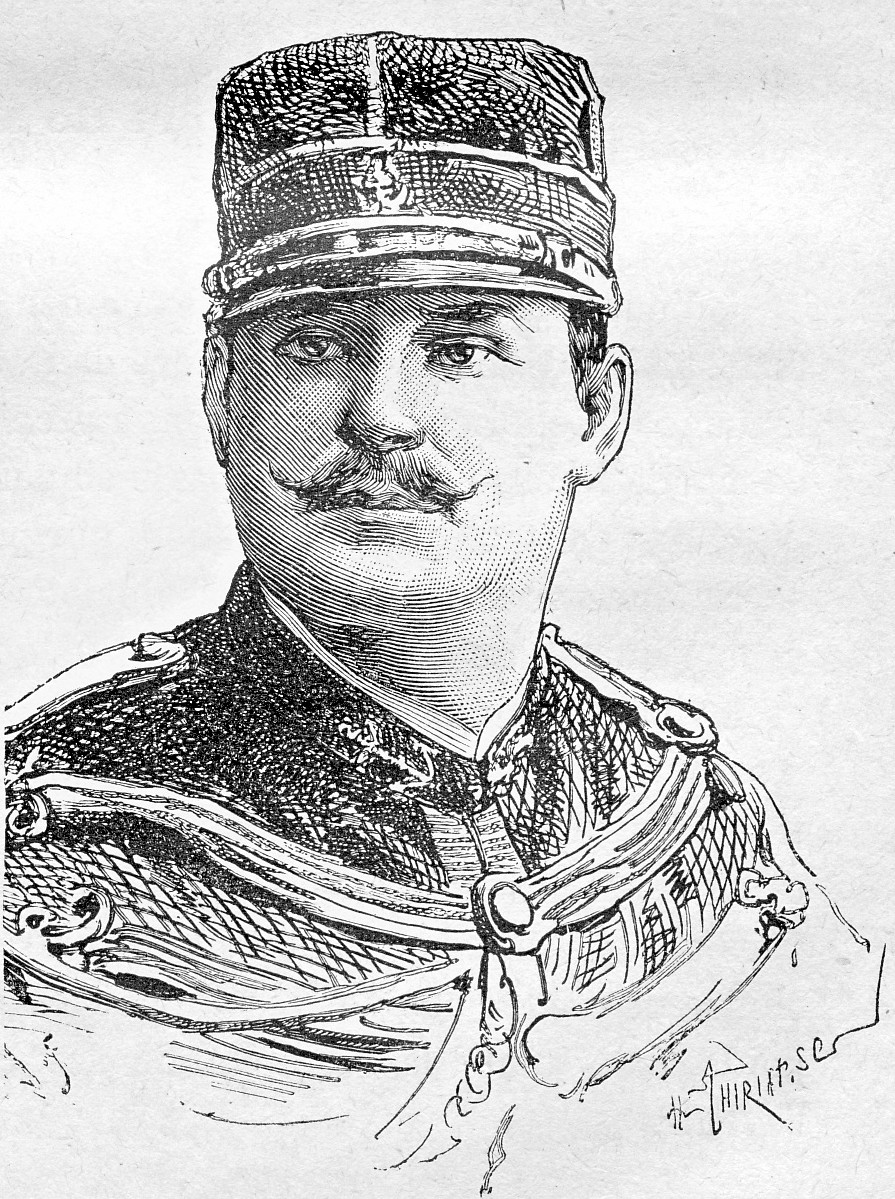
Il sottotenente Bossant, della fanteria di marina (Bac Vie, 12 febbraio 1885)

## Conseguenze

### Battaglia di Đồng Đăng,23febbraio1885

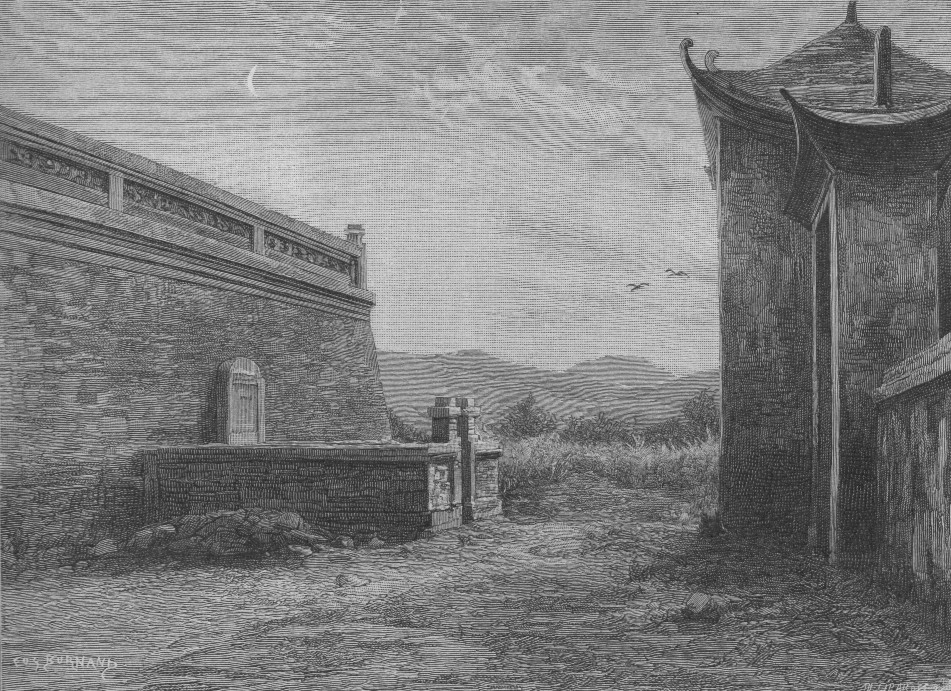
La tomba del sottotenente Bossant a Lạng Sơn. Bossant fu ucciso in azione a Bac Vie, il

Il 16 febbraio 1885 Brière de l'Isle lasciò Lạng Sơn con la 1ª brigata di Giovanninelli per dare soccorso alla guarnigione assediata Tuyên Quang. Prima della partenza ordinò al generale de Négrier, che sarebbe rimasto a Lạng Sơn con la 2ª brigata, di spingersi verso il confine cinese e di espellere i resti malconci dell'Esercito del Guangxi dal territorio tonchinese. Dopo aver rifornito la 2ª brigata di viveri e munizioni, de Négrier avanzò per attaccare l'Esercito del Guangxi a Đồng Đăng. Il 23 febbraio 1885 de Négrier assaltò le difese cinesi a Đồng Đăng, costringendo i cinesi a ritirarsi verso la città di confine cinese di Longzhou (Lung-chou, 龍州).
Dopo aver sgomberato i cinesi dal territorio tonchinese, i francesi entrarono per un breve tratto nella provincia del Guangxi. Il 25 febbraio 1885 fecero saltare la "Porta della Cina", un elaborato edificio doganale cinese sul confine, presso la Porta dell'Amicizia (Zhennanguan). I francesi non erano però abbastanza forti per sfruttare questa vittoria e de Négrier tornò a Lạng Sơn con il grosso della 2ª brigata alla fine di febbraio. Una piccola guarnigione francese al comando del tenente colonnello Herbinger fu lasciata a Đồng Đăng per osservare i movimenti dell'Esercito del Guangxi. Tre settimane dopo i cinesi attaccarono la guarnigione di Đồng Đăng, innescando una serie di eventi che portarono alla decisiva sconfitta francese nella battaglia di Bang Bo (24 marzo 1885).